# 라피크 니쇼노프
라피크 니쇼노비치 니쇼노프(우즈베크어: Rafiq Nishonovich Nishonov, 러시아어: Рафик Ниша́нович Ниша́нов 라피크 니샤노비치 니샤노프[*], 1926년 1월 15일 ~ 2023년 1월 11일)는 우즈베크 소비에트 사회주의 공화국의 제12대 공산당 서기장이었다.
1989년부터 1991년까지는 소비에트 내셔널의 의장직을 맡기도 했었다.